# Маргарян Грач Хачатурович
Грач Хачатурович Маргарян (26 листопада 1912, село Покр-Гаракіліса (Малий Каракліс), тепер село Азатан марзу Ширак, Вірменія — 23 листопада 1967, місто Єреван, тепер Вірменія) — радянський державний діяч, 2-й секретар ЦК КП Вірменії, міністр культури Вірменської РСР. Депутат Верховної ради Вірменської РСР 4—7-го скликань. Депутат Верховної ради СРСР 4—5-го скликань.

## Життєпис
Народився в селянській родині. З 1920 по 1923 рік виховувався в дитячому будинку. У 1923—1929 роках проживав у дядька в Тифлісі (Тбілісі).
У 1929 році переїхав до Ленінакана, працював на будівництві шосейних доріг. З 1929 року — робітник Ленінаканської текстильної фабрики.
Член ВКП(б) з 1931 року.
З 1932 року — співробітник багатотиражної газети Ленінаканської текстильної фабрики. Без відриву від виробництва навчався в текстильному технікумі в Ленінакані.
З 1934 по 1936 рік служив у Червоній армії.
У 1936—1937 роках — відповідальний секретар, редактор Нор-Баязетської районної газети Вірменської РСР.
У 1937—1938 роках — інструктор ЦК КП(б) Вірменії. У 1938—1939 роках — завідувач культпросвітвідділу ЦК КП(б) Вірменії.
У 1939—1941 роках — відповідальний редактор республіканської газети «Советакан Айастан (Радянська Вірменія)».
У 1941—1942 роках — завідувач сектора партійних кадрів ЦК КП(б) Вірменії.
У 1942—1943 роках — начальник Політсектора Народного комісаріату освіти Вірменської РСР.
16 листопада 1943 — 1945 року — секретар ЦК КП(б) Вірменії із кадрів.
У 1945—1947 роках — слухач Вищої школи партійних організаторів при ЦК ВКП(б).
У 1947—1951 роках — на відповідальній роботі в апараті ЦК ВКП(б) у Москві: з січня 1947 по вересень 1948 року — інспектор відділу партійних кадрів Управління кадрів ЦК ВКП(б), у вересні 1948 — березні 1951 року — інструктор відділу партійних, профспілкових і комсомольських органів ЦК ВКП(б), у березні 1951 — 28 червня 1952 року — завідувач сектора відділу партійних, профспілкових і комсомольських органів ЦК ВКП(б).
У серпні 1952 — грудні 1953 року — відповідальний редактор республіканської газети «Советакан Айастан (Радянська Вірменія)».
У грудні 1953 — 19 листопада 1959 року — 2-й секретар ЦК КП Вірменії.
19 листопада 1959 — 6 березня 1964 року — міністр культури Вірменської РСР.
У червні 1964 — 23 листопада 1967 року — заступник голови Президії Верховної ради Вірменської РСР.
Помер 23 листопада 1967 року в місті Єревані.

## Нагороди
- орден Трудового Червоного Прапора
- медалі